# George Cosac
Geroge Cosac (Constança, 26 de janeiro de 1968) é um tenista romeno. 
Cosac representou a Romênia nas Olimpíadas de Barcelona e esteve entre os trezentos melhores tenistas do mundo. 